# 오성식의 굿모닝 쇼
《오성식의 굿모닝 쇼》는 wbs 열린FM 원불교 원음방송(수도권 FM 89.7MHz)에서 평일 아침 6시부터 7시까지 오성식 선생님이 진행했던 라디오 영어 교양 프로그램이다. 2009년 2월 27일 자로 3년만에 폐지되었다.

## 역사
오성식 씨는 2000년 '굿모닝팝스'의 진행을 끝으로 6년간 방송가를 떠났다가 이번 원음방송의 새로운 프로그램으로 돌아왔다. 2009년 2월 27일 자로 3년만에 폐지되었다.

## 코너

### 월요일 ~ 목요일 코너
- SOS 생활영어
- 오늘의 초대석
- Pops English
- Shall we speak English?
- Talking Craft

### 금요일 코너
- SOS 생활영어
- 오늘의 초대석
- 오성식의 이럴땐 영어로
- Shall we speak English?
- Talking Craft

| wbs 원음방송        |                     |                     |
| 이전                | 오성식의 굿모닝 쇼  | 다음                |
| 성지의 아침         | 오성식의 굿모닝 쇼  | 민충기의 시사1번지  |
| 새벽 5시 ~ 아침 6시 | 아침 6시 ~ 아침 7시 | 아침 7시 ~ 아침 9시 |
| 전국방송            | 전국방송            | 전국방송            |

| wbs 부산원음방송    |                     |                     |
| 이전                | 오성식의 굿모닝 쇼  | 다음                |
| 성지의 아침         | 오성식의 굿모닝 쇼  | 민충기의 시사1번지  |
| 새벽 5시 ~ 아침 6시 | 아침 6시 ~ 아침 7시 | 아침 7시 ~ 아침 9시 |
| 전국방송            | 전국방송            | 전국방송            |

| wbs 전북원음방송    |                     |                     |
| 이전                | 오성식의 굿모닝 쇼  | 다음                |
| 성지의 아침         | 오성식의 굿모닝 쇼  | 민충기의 시사1번지  |
| 새벽 5시 ~ 아침 6시 | 아침 6시 ~ 아침 7시 | 아침 7시 ~ 아침 9시 |
| 전국방송            | 전국방송            | 전국방송            |

| wbs 광주원음방송    |                     |                     |
| 이전                | 오성식의 굿모닝 쇼  | 다음                |
| 성지의 아침         | 오성식의 굿모닝 쇼  | 민충기의 시사1번지  |
| 새벽 5시 ~ 아침 6시 | 아침 6시 ~ 아침 7시 | 아침 7시 ~ 아침 9시 |
| 전국방송            | 전국방송            | 전국방송            |